# Erlöserkirche (Schalksmühle)

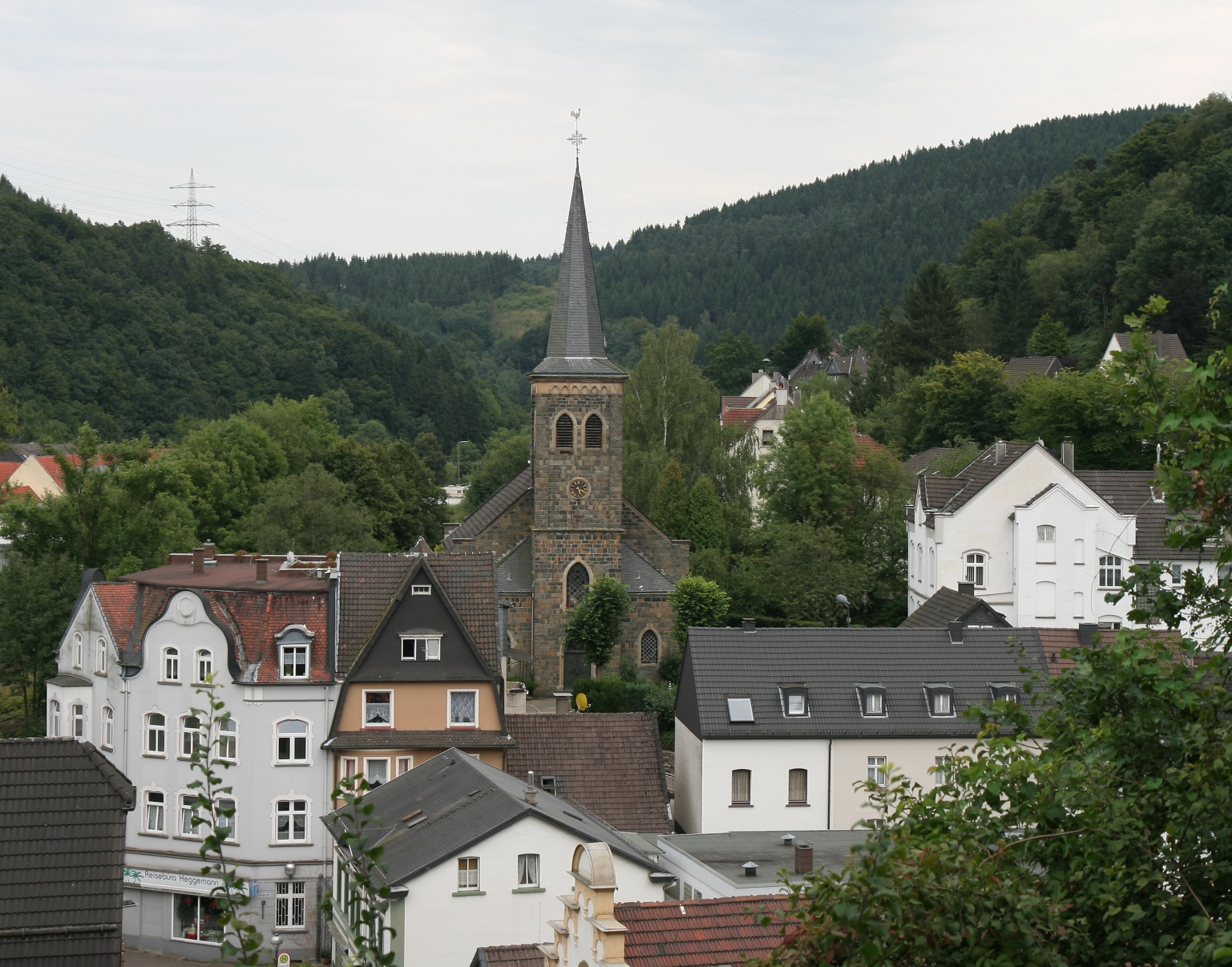
Erlöserkirche im Ortszentrum

Die Erlöserkirche ist eine evangelische Kirche im Ortszentrum der Gemeinde Schalksmühle im Märkischen Kreis. Die Gemeinde gehört zum Kirchenkreis Lüdenscheid-Plettenberg in der Evangelischen Kirche von Westfalen.

## Geschichte und Architektur

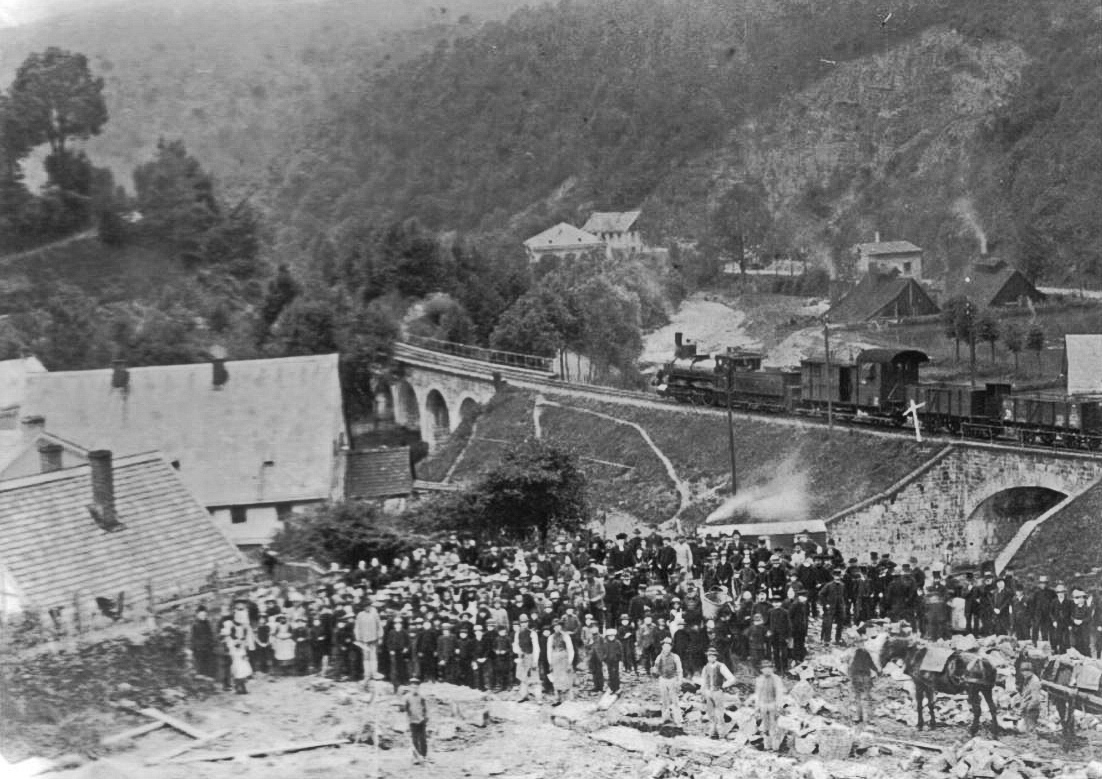
Grundsteinlegung 1891

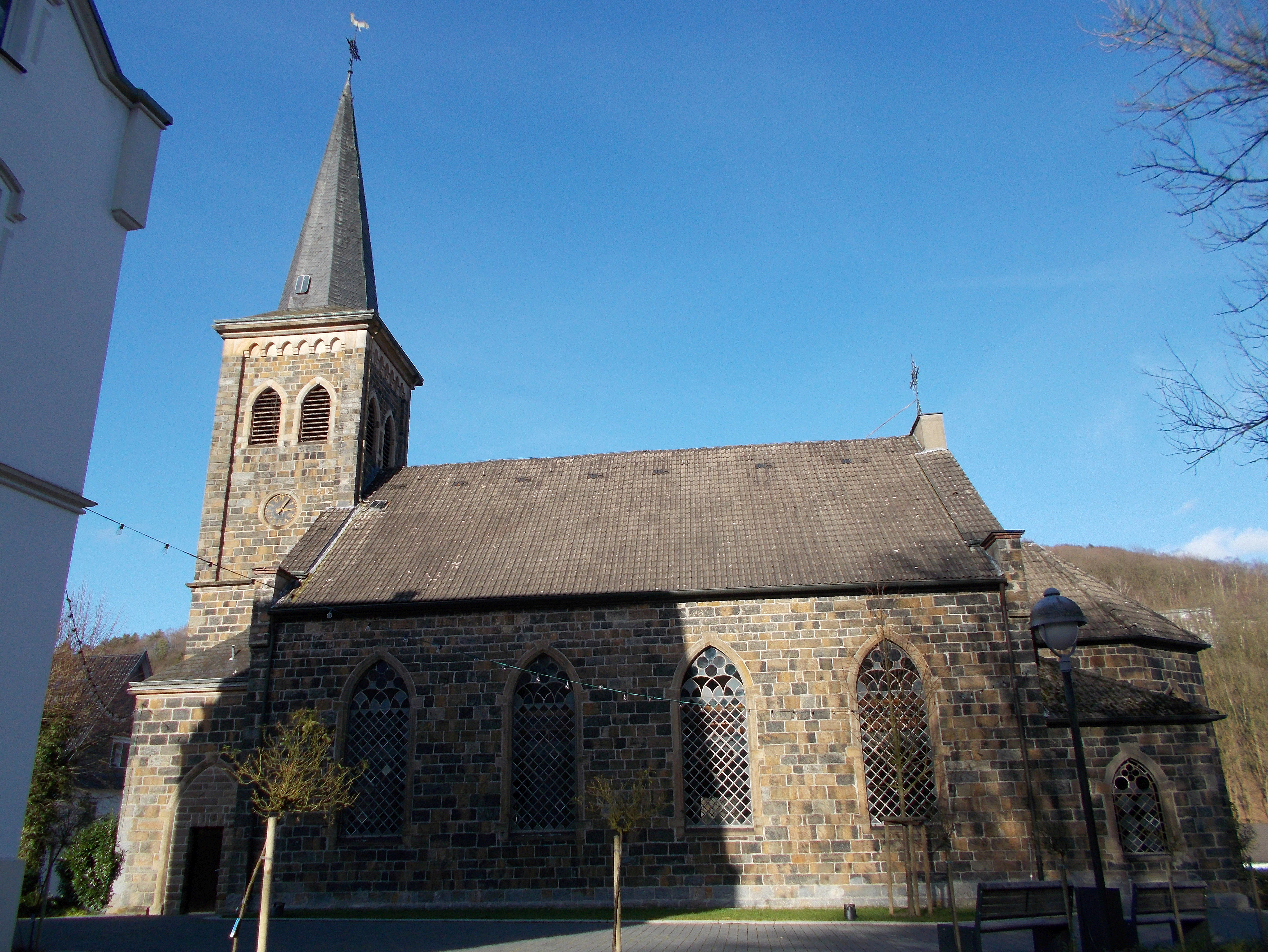
Erlöserkirche 2020

Die neugotische Saalkirche mit dreiseitig umlaufender Empore wurde aufgrund einer privaten Initiative 1892 erbaut; Grundsteinlegung war am 31. Juli 1891.
Durch Pfarrer Ewald Dresbach aus Halver erfolgte am 24. August 1892 die Einweihung der Kirche.
Zunächst wurde nur ein Kirchsaal mit 400 Sitzplätzen und Chorabschluss gebaut. Die Kirche hatte aber noch keinen Turm, keine Emporen, keine Glocken und keine Orgel. Vorläufig diente ein Harmonium der musikalischen Begleitung der Gottesdienste, und vor der Kirche befand sich nur ein Gerüst mit einer kleinen Glocke, um die Gemeindemitglieder zum sonntäglichen Gottesdienst zu rufen. Diese kleine Glocke wurde erst später Eigentum der Kirchengemeinde. Am Anfang war sie nur eine Leihgabe des „Bochumer Vereins“.
Am 1. Juli 1893 gründete sich die Kirchengemeinde Schalksmühle aus Teilen des Kirchspiels Halver und des Kirchspiels Hülscheid-Heedfeld.
1898 konnte der Turm mit quadratischem Querschnitt fertiggestellt werden, der dann auch zwei neue Glocken und eine Turmuhr der Firma J. F. Weule aus Bockenem erhielt. Es kamen auch die Emporen und eine erste Orgel hinzu. Architekt der aus Bruchsteinquadern mit Werksteingliederung errichteten Kirche war Christian Gerhardt aus Elberfeld. Die Farbverglasung der tief heruntergezogenen Fenster der Apsis stammt von der Glasmalereianstalt Ferdinand Müller aus Quedlinburg. Das linke Fenster zeigt ein Christogramm mit Medaillon, das Chormittelfenster Christus in der Segensgebärde der Christusstatue nach Thorwaldsen. Im rechten Fenster ist das Lamm Gottes dargestellt. Die Scheiben der Fenster wurden während des Zweiten Weltkrieges durch Bombensplitter beschädigt. Äußeres und bewusst gesetztes Zeichen bei der Restaurierung der Scheiben ist eine nicht wiederhergestellte Stelle bei der Tierdarstellung am Hals.
Die ersten beiden größeren Renovierungen nach dem Zweiten Weltkrieg erfolgten 1951 und 1971, wobei sich vor allem im Stil ihrer Zeit die Farbgebung änderte und eine Holzdecke eingezogen wurde. Die Emporenbrüstungen und -böden wurden mit zwei Grüntönen gestrichen, die Holzdecken dunkelgrün lasiert. Prägend für das heutige Erscheinungsbild der Kirche ist das 1971er Renovierungskonzept des Bildhauers Wolfgang Kreutter.
In der Kirche mitsamt ihren Emporen finden rund 600 Personen Platz.

## Ausstattung

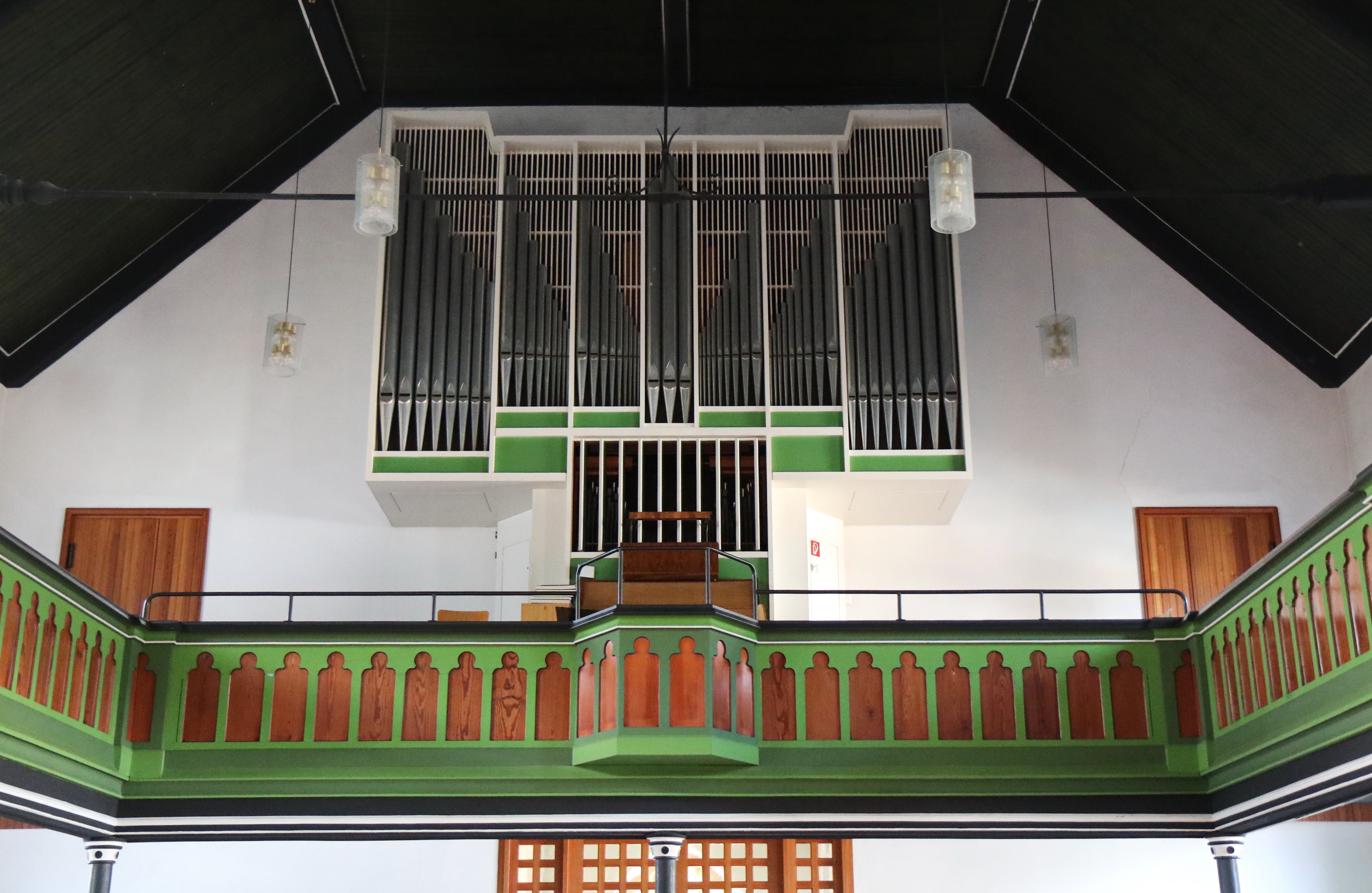
Prospekt der Schuke-Orgel

Im Turm hängen drei Glocken verschiedener Größe mit unterschiedlichen Inschriften. Die große Glocke trägt die Inschrift „Gott ist unsere Zuversicht und Stärke“, die mittlere „Ehre sei Gott in der Höhe“ und die kleine „Habt die Brüder lieb“. Die Glocken wurden 1898 in den Kirchturm eingebaut, jedoch zunächst nur zwei Stück. Die dritte Glocke kam erst 1917 hinzu.
Es wurde eine Orgel der Firma Ernst Röver bei Quedlinburg mit 14 Registern eingebaut, die im Jahr 1909 durch ein zweites Manual ergänzt wurde. Diese ersetzte das anfänglich genutzte Harmonium.
Auf der Empore über dem Eingang gegenüber dem Chor befindet sich seit 1977 eine Schuke-Orgel. Sie verfügt über 20 Register, zwei Manuale und Pedal. Die neue Orgel wurde am 27. März 1977 mit einem Orgelfest in Dienst genommen.
Die Kirchenbänke, die Kanzel, der freistehende Altar im Chor, die zwei Altarleuchter und ein Stück Altaraufbau mit dem geschnitzten Lamm Gottes, welches sich aufgehängt an der Südwand unter der Empore befindet, stammen noch aus dem 19. Jahrhundert.

## Denkmalschutz
Die Erlöserkirche wurde am 15. Dezember 1983 als Nummer 1 in die Liste der Baudenkmäler in Schalksmühle eingetragen.

## Pfarrhaus

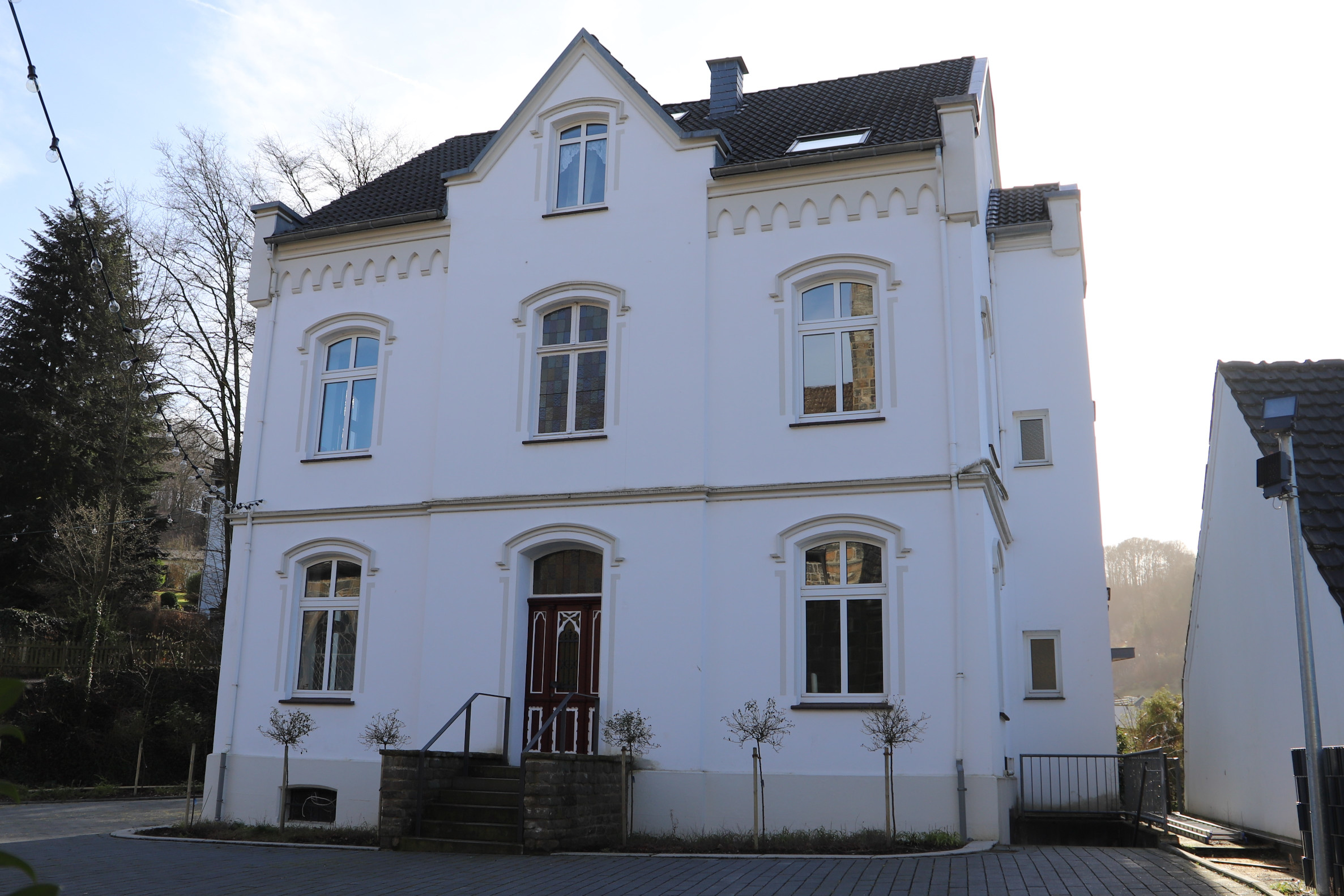
Pfarrhaus, Worthstraße 4, im Jahr 2020

Das ehemalige Pfarrhaus, das sich neben der Kirche an der Worthstraße befindet, wird unter anderem als Gemeindezentrum mit Jugendräumen genutzt. Weiterhin befinden sich im Gebäude Wohnungen. Fassadenrenovierungen wurden am Gebäude im Jahr 2011 durchgeführt.

## Anmerkung
1. ↑  Nach der von der Evangelischen Kirchengemeinde Schalksmühle-Dahlerbrück 2018 herausgegebenen Festschrift „125 Jahre Erlöserkirche Schalksmühle“ lautet der Text der bei der Grundsteinlegung mit eingemauerten Urkunde:
Dies ist der Tag, den der Herr macht. Lasset uns freuen und fröhlich darinnen sein. O Herr hilf, o Herr, lass wohl gelingen! So sprechen wir mit dem Psalmisten (Psalm 118,24–25 EU) heute an diesem längst ersehnten Tage der feierlichen Grundsteinlegung eines evangelischen Gotteshauses in unserem lieblichen Volmetal, und heben freudig dankend, aber auch demütig bittend unsere Hände auf zu dem Gott, an dessen Segen alles gelegen ist. Voll Dank gegen Ihn, den Allgütigen, der uns bisher geholfen hat, blicken wir zurück in die Vergangenheit, schauen zurück auf die Geschichte dieses Ortes und die Geschichte dieses Kirchenbaues. Freudigen und bewegten Herzens vertrauen wir dieselbe dieser Urkunde an und senken sie ein in diesen Denkstein, auf dass sie Kunde gebe von vergangenen Tagen, wenn sie vielleicht einst einmal unter den Augen künftiger Geschlechter wieder an das Tageslicht kommen sollte.

Koordinaten: 51° 14′ 26,9″ N, 7° 31′ 50,3″ O